# Giorgio Bertin
Pour les articles homonymes, voir Bertin.
Ne doit pas être confondu avec Georges Bertin.
Giorgio Bertin, en français Georges Bertin, né le 28 décembre 1946, à Galzignano Terme, est un prélat catholique italien.

## Biographie
Giorgio Bertin est né le 28 décembre 1946, à Galzignano Terme, dans la province de Padoue, en Italie.
Il intègre l'Ordre des frères mineurs, au sein duquel il est ordonné prêtre, le 7 juin 1975.
Il est nommé, le 13 mars 2001, par le pape Jean-Paul II, administrateur apostolique de Mogadiscio et évêque de Djibouti, dans la corne de l'Afrique, où il reçoit la consécration épiscopale de  Silvano Tomasi, nonce apostolique à Djibouti, le 25 mai 2001, en la cathédrale Notre-Dame du Bon-Pasteur de Djibouti, avec comme co-consécrateurs Marco Dino Brogi et Georges Perron.